# 桑德希爾鎮區 (密蘇里州蘇格蘭縣)
桑德希爾鎮區（英語：Sand Hill Township）是位於美國密蘇里州蘇格蘭縣的一個行政鎮區。

## 地方資料
桑德希爾鎮區的面積為78.20平方千米，當中陸地面積為77.74平方千米，而水域面積為0.46平方千米。根據2020年美國人口普查的數據，當地共有人口390人，而人口密度為每平方千米4.99人。